# Neacomys
Neacomys — рід мишоподібних гризунів родини хом'якових (Cricetidae). Він найбільш тісно пов'язаний з Oligoryzomys, Oreoryzomys і Microryzomys. 

## Середовище проживання
Види в основному проживають в Амазонії, але N. pictus мешкає в Панамі, а N. tenuipes — в гірській Колумбії. Є один великий вид, N. spinosus,  і ряд дрібніших. Ці тварини мешкають в основному в лісах, але іноді й чагарниках і навіть біля полів.

## Морфологічна характеристика
Це порівняно маленькі гризуни: довжини тулуба — від 6 до 10 сантиметрів, хвіст приблизно такий же. Шерсть складається з суміші щетинистого, колючого волосся й м'якого волосся. Колюче волосся поширене на спині, рідше на боках і повністю відсутнє на череві. Колір волосяного покриву варіює від червонувато-коричневого до світло-коричневого, черево світліше, здебільшого білувате.

## Види
- Neacomys aletheia
- Neacomys amoenus
- Neacomys auriventer
- Neacomys carceleni
- Neacomys dubosti
- Neacomys elieceri
- Neacomys guianae
- Neacomys jau
- Neacomys leilae
- Neacomys macedoruizi
- Neacomys marajoara
- Neacomys marci
- Neacomys minutus
- Neacomys musseri
- Neacomys oliveirai
- Neacomys paracou
- Neacomys pictus
- Neacomys rosalindae
- Neacomys serranensis
- Neacomys spinosus
- Neacomys tenuipes
- Neacomys vargasllosai
- Neacomys vossi
- Neacomys xingu